# Deinopa dedecora
Deinopa dedecora är en fjärilsart som beskrevs av Holland 1894. Deinopa dedecora ingår i släktet Deinopa och familjen nattflyn. Inga underarter finns listade i Catalogue of Life.